# 40 km (obwód czerniowiecki)
40 km (ukr. 40 км) – przystanek kolejowy w pobliżu miejscowości Tarasiwci, w rejonie czerniowieckim, w obwodzie czerniowieckim, na Ukrainie. Położony jest na linii Czerniowce – Ocnița.